# Stazione di Ōbu
La stazione di Ōbu (大府駅?, Ōbu-eki) e una stazione ferroviaria situata nella città di Ōbu, nella prefettura di Aichi in Giappone. La stazione è gestita dalla JR Central e serve la linea principale Tōkaidō e la linea Taketoyo.

## Linee
JR Central
■ Linea principale Tōkaidō
■ Linea Taketoyo

## Struttura
La stazione è costituita da due marciapiedi a isola centrale e uno laterale con 5 binari in superficie.
| 1   | ■ Linea principale Tōkaidō | per Okazaki e Toyohashi |
| 2-3 | ■ Linea Taketoyo           | per Taketoyo            |
| 4   | ■ Linea principale Tōkaidō | per Nagoya e Gifu       |
| 5   | ■ Linea principale Tōkaidō | binario di servizio     |

## Stazioni adiacenti
| ≪                            | Servizio                 | ≫                        |
| Linea principale Tōkaidō     | Linea principale Tōkaidō | Linea principale Tōkaidō |
| ---------------------------- | ------------------------ | ------------------------ |
| Aizuma                       | Locale                   | Kyōwa                    |
| Kariya                       | Rapido Rapido sezionale  | Kyōwa                    |
| Kariya                       | Nuovo Rapido             | Kanayama                 |
| Il Rapido Speciale non ferma |                          |                          |